# Bertha (Ehefrau Hermanns III. von Baden)
Bertha, auch Berta (* angeblich 1116/17; † angeblich nach 1148, 1153 oder 1162), war als Gattin Hermanns III. Markgräfin von Baden und Verona. Sie ist 1134 schriftlich bezeugt.
Ihre Abstammung ist unklar. Gelegentlich wird eine Herkunft aus dem Haus Oberlothringen-Châtenois angenommen; Bertha wäre dabei die Tochter von Herzog Simon I. Nach Hansmartin Decker-Hauff war Bertha eine der drei Töchter der Gertrud von Comburg aus deren Ehe mit dem späteren staufischen König Konrad III. Diese Theorie der badischen Markgräfin „Bertha von Hohenstaufen“ gilt aber inzwischen als widerlegt, da sich bereits für die Ehe ihrer Eltern keine Belege finden lassen.
Aus ihrer Ehe mit Markgraf Hermann III. ging mindestens ein Sohn, Hermann IV., hervor.
Nach einer Theorie von Gerd Wunder verbrachte Bertha ihre letzten Lebensjahre als Äbtissin des Klosters Erstein im Elsass. Nach ihrem Tod fand sie ihre letzte Ruhestätte in der Grablege der Markgrafen von Baden im Augustiner-Chorherrenstift St. Pancratius in Backnang.